# Приаргунськ
Приаргу́нськ (рос. Приаргунск) — селище міського типу, центр Приаргунського округу Забайкальського краю, Росія.

## Населення
Населення — 7388 осіб (2010; 8260 у 2002).